# 棱鬚蓑鮋
棱鬚蓑鮋（學名：Apistus carinatus），俗名國公、白虎，為輻鰭魚綱鮋形目鮋亞目，舊屬鮋科，今歸入鬚蓑鮋科鬚蓑鮋屬，是一個單種屬。其种加词“carinatus”意为“具龙骨状脊的”。

## 分布
本魚分布於印度洋及西太平洋區，包括日本、東海、台灣、南海、紅海、波斯灣、印度、菲律賓、澳洲南部。

## 深度
水深14~60公尺。

## 特徵
本魚體型延長成橢圓形、側扁，頭背棘稜底平且弱；口斜大裂，吻圓鈍，頦部有2~3條的長鬚；胸鰭尖長，末端超過臀鰭基底，胸鰭最下方有1根游離軟條。體色為帶有金屬光澤之淺紅色，腹部及2根胸鰭游離鰭條白色，背鰭硬棘部有一黑色大圓斑，胸鰭有大片黑色斑紋，其餘各鰭散有橫列斑紋。背鰭硬棘14`16枚、軟條8~10枚，臀鰭硬棘3~4枚、軟條6~8枚。體長可達18公分到20公分。

## 生態
本魚棲息在淺海之泥沙底質海底，為底棲性肉食魚類，用它的鰭把獵物迫至一隅而且嘴巴下有敏感的觸鬚探察埋藏在底部的甲殼類，鰭棘有毒，繁殖季節在春季。

## 經濟利用
本物種的經濟價值低。